# アダビア・エフェンディエバ
アダビア・エフェンディエバ（クリミア・タタール語: Адавие Эфендиева / Adaviye Efendiyeva、ウクライナ語: Адавіє Ефендієва、1879年-1944年）は、クリミア・タタール人のオルネク技法の刺繍作家、装飾芸術家。1944年のクリミア・タタール人追放の直後にサマルカンドで亡くなった。

## 伝記
アダビア・エフェンディエバは、ロシア帝国の一部であった1879年にクリミア半島のイェウパトーリヤで生まれた。幼い頃から、祖母から刺繡と織りを教わった。12歳で最初に刺繍機を使用し、16歳で電気織機の使用法を学ぶ。
1928年に彼女はイェウパトリア博物館の刺繡サークルの責任者になり、そこで刺繡を教えた。その後、彼女は美術館で、刺繡のインストラクターとして働いた。幼少期から1937年まで、彼女は500を超える刺繡作品を作成し、1935年にモスクワの美術展に初めて出品さた。その後、彼女の芸術は西ヨーロッパとアメリカの美術館に届いた。
1944年に赤軍がクリミアの支配権を取り戻した直後、エフェンディエバを含むほとんどのタタール人はウズベク・ソビエト社会主義共和国に強制移住された。移住という厳しい状況の中で、彼女はサマルカンドに到着した直後に亡くなった。テーブルクロス、タオル、刺繡ベルトなど、彼女の作品の多くは、シンフェロポリのタブリダ中央博物館に展示されている。

## 創造性
1935年以来、エフェンディエバは美術展に出典している。彼女の素描は、モスクワのタタール人とクリミア半島のカライム人の民芸の巨匠の展覧会、美術におけるアマチュアのパフォーマンスの全ロシア展で初めて発表された。彼女の装飾が飾られた作品は、ヨーロッパとアメリカで展示された。彼女は200以上の装飾作品の作りだした。彼女の作品の中には、テーブルクロス、結婚式のタオル、模様のあるベルトなどがある。美術評論家のイスメット・ザートフによれば、彼女の作品は「ドローイングの明瞭さ、独特の構図」が特徴である。エフェンディエワ自身は、彼女の作品について次のように述べている。「私の装飾品は私の考えです」。エフパトリアのアルテル「プロムシュヴェイ」の教え子の中には、刺繍職人のアリエワやベキロワなどがいる。エフェンディエバによるスケッチとドローイングは、タウリダ中央博物館（シンフェロポリ）に保管されている。

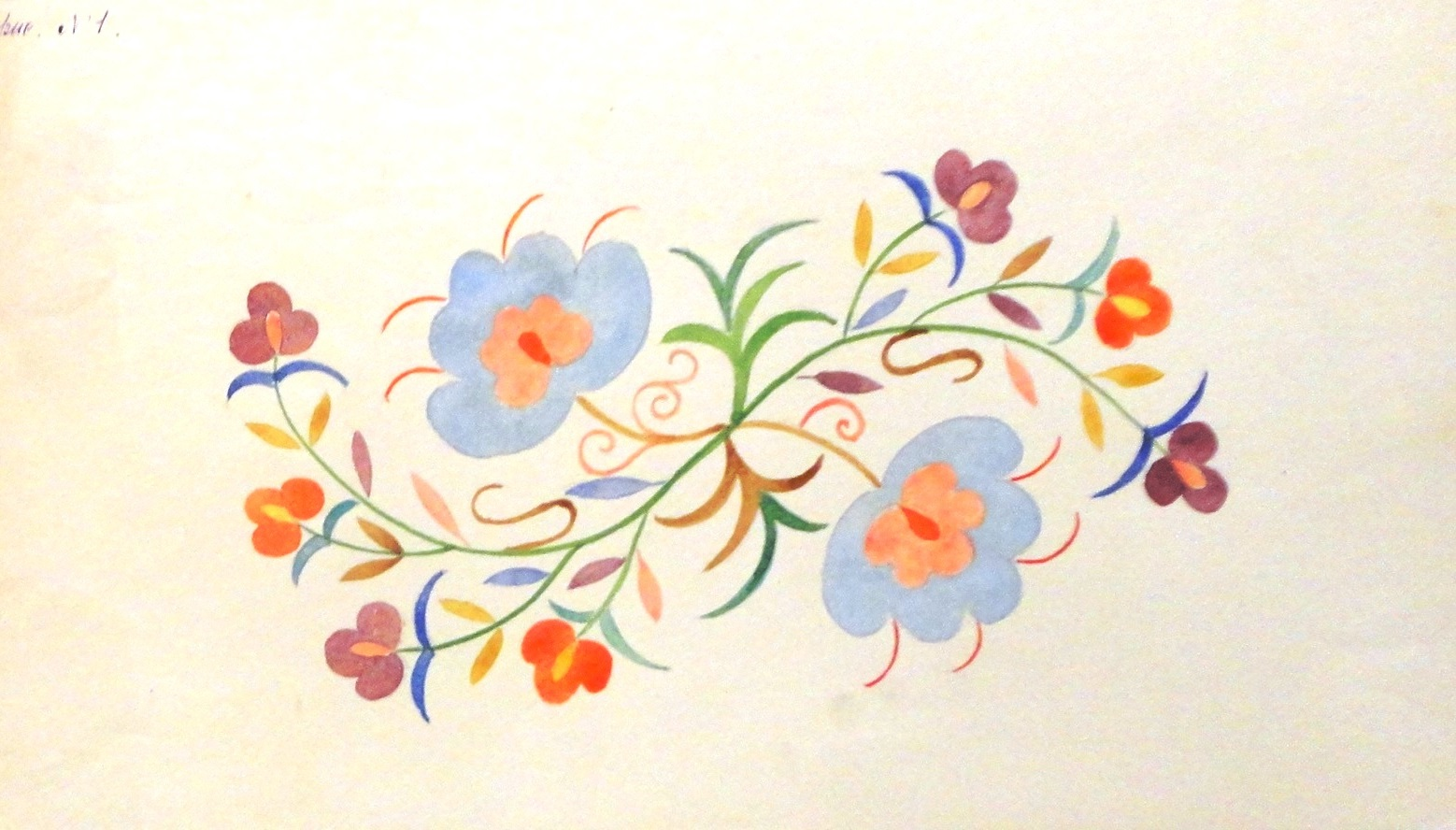
Композиция(1943年6月)
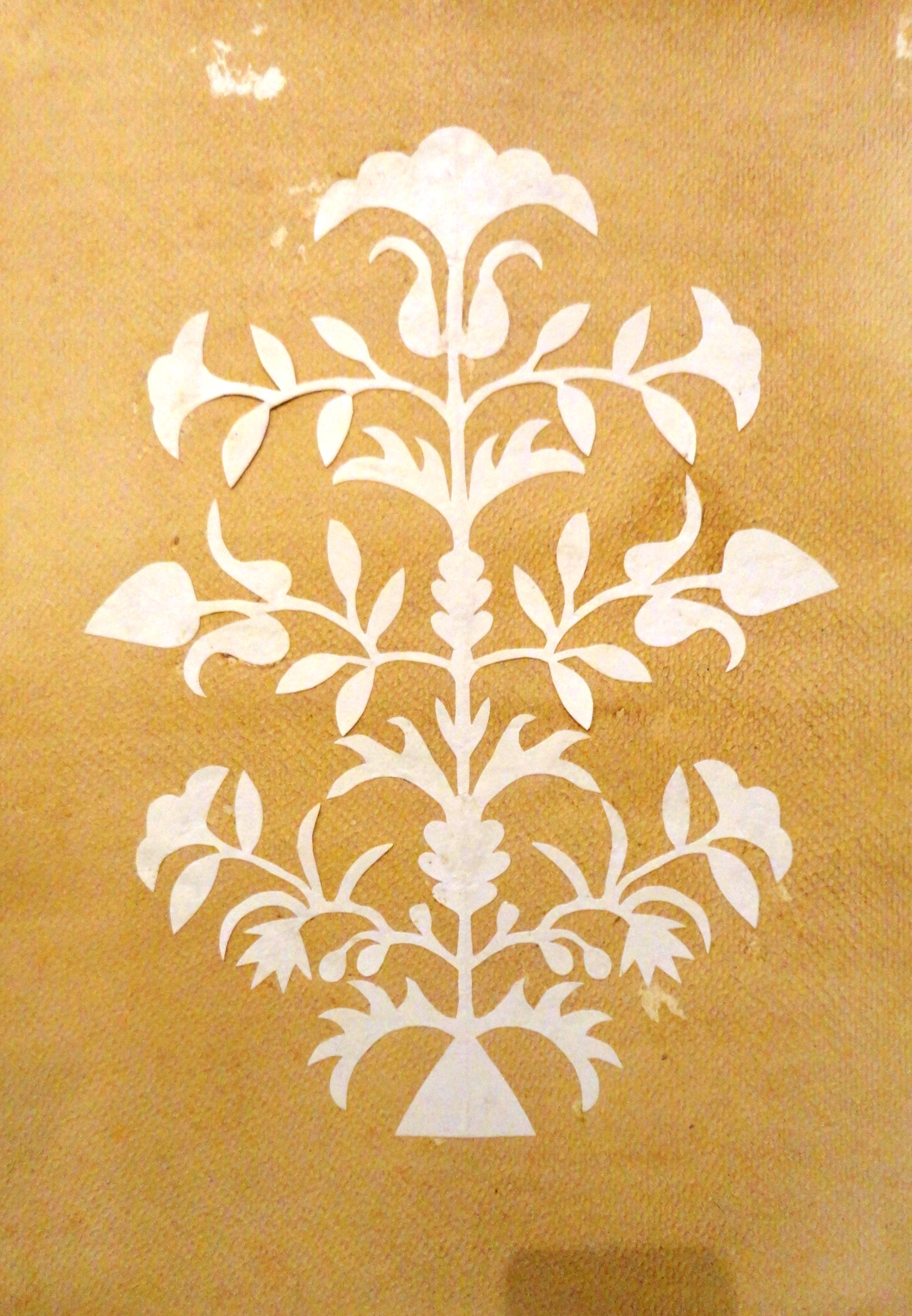
Вырезка (1943年5月)